# مأمون فندي
مأمون فندي (1961 -) هو أستاذ علوم سياسية مصري-أمريكي في جامعة جورج تاون و مدير برنامج الشرق الآوسط وأمن الخليج بالمعهد الدولي للدراسات الإستراتيجية بلندن.

## حياته
ولد في قرية كوم الضبع، نقادة، قنا)

## كتبه
- حروب كلامية: الإعلام والسياسة في العالم العربي.[4]
- العمران والسياسة: نظرية لتفسير التخلف
- السعودية وسياسة الاحتجاج
- ضحايا الحداثة: أمريكا والعرب بعد الحادي عشر من سبتمبر
- المسالة الشيعية في الشرق الأوسط

## وصلات خارجية
- الموقع الرسمي نسخة محفوظة 23 أغسطس 2018 على موقع واي باك مشين.